# Steak and Onions
Steak and Onions è un cortometraggio muto del 1913 diretto da Chauncy D. Herbert. Prodotto dalla Selig Polyscope Company, il film, di genere comico, aveva come interpreti John Lancaster, Lillian Leighton, Carl Winterhoff.

## Trama
Due giovanotti che sono a pensione presso una padrona di casa che esige decoro e pulizia, si trovano a combattere contro le difficoltà della vita casalinga. Ogni volta che cercano di disfarsi dei rifiuti, gettandoli di qua e di là, c'è sempre qualche buon samaritano che li raccoglie e glieli riporta indietro.

## Produzione
Il film fu prodotto dalla Selig Polyscope Company.

## Distribuzione
Distribuito dalla General Film Company, il film - un cortometraggio di 160 metri - uscì nelle sale cinematografiche statunitensi il 3 gennaio 1913. Nelle proiezioni, veniva programmato con il sistema dello split reel, accorpato in un'unica bobina con un altro cortometraggio prodotto dalla Selig, la commedia A Curious Family.
Il 27 marzo 1913 venne distribuito anche nel Regno Unito.